# 3,7cm Pak 36
3,7cm Pak 36 (Panzerabwehrkanone 36) byl hojně užívaný německý protitankový kanón v období druhé světové války. Později byl nahrazován kanonem 5cm Pak 38.

## Vývoj
Vývoj zbraně byl zahájen ve firmě Rheinmetall v roce 1925 na základě požadavku a specifikací německého ministerstva a to i přes to, že Versailleská smlouva v té době Německu výrobu podobných zbraní zakazovala. Vývoj byl ukončen v roce 1928 a rok později byla zahájena sériová výroba. První kanóny byly kvůli omezením vyráběny mozaikovým způsobem po součástech v menších závodech a firma Rheinmetall kompletovala až finální výrobek. Původně nesl kanón označení Tankabwehr Kanone - TAK L/45 a do roku 1933 jich Reichswehr obdržel 264 kusů. První kusy byly vybaveny ještě dřevěnými loukoťovými koly, později došlo i u ních k výměně za ocelová disková s pneumatikami.

## PaK 35/36
Na základě prvních zkušeností došlo k vylepšení zbraně zejména ve způsobu zavěšení kol, funkčnosti brzd a technologie výroby hlavně. Vojskové zkoušky vylepšeného modelu proběhly v letech 1935 a 1936 a poté došlo k jeho přijetí do výzbroje pod názvem Panzerabwehrkanone 35/36 (zkráceně PaK 35/36). Zbraň byla nízká a natolik lehká, že jej mohla obsluha přemísťovat terénem vlastními silami. Hlaveň měla šestnáct pravotočivých drážek, byla bez úsťové brzdy, závěr měla ruční. Ochranný štít se sklopnými okraji měl tloušťku pět milimetrů. Kola bylo zkonstruována na dopravní rychlost až 40 km/h. Kanón byl vybaven zaměřovačem s dalekohledem.
Kanón byl schopen v době svého vzniku prorazit pancéřování všech tehdy používaných obrněných vozidel. V praxi ho Němci vyzkoušeli ve španělské občanské válce. Úspěšný byl i v zahraničí, vyráběn byl na export do Nizozemí, Řecka, Estonska, Finska, Itálie a Maďarsko. Dalším trhem, kde se prosadil, byla Čína, kde byly tyto kanóny později ukořistěny a používány japonskou armádou. Licenci na výrobu kanónu zakoupil i Sovětský svaz, kde byl vyráběn jako 37mm protitankový kanón M1930 (1-K) (oproti původnímu používal paprsková kola).
Kanón zákonitě začal s rozvojem tankové techniky časem zastarávat, ale na začátku druhé světové války se jednalo o zbraň účinnou a spolehlivou. K 1. září 1939 jich měla wehrmacht k dispozici 11 200 kusů. Mezi vojáky si kanón vysloužil přezdívku Heeresanklopfgerät (armádní klepadlová zbraň).

## Takticko-technická data
- Ráže 37 mm
- Délka hlavně 1665 mm (45 ráží)
- Hmotnost 450 kg
- Náměr -8 - +25 stupňů
- Odměr 60 stupňů
- Rychlost palby 15 ran/min
- Úsťová rychlost 745 m/s
- Maximální dostřel 6800 m
- Účinný dostřel 550 m

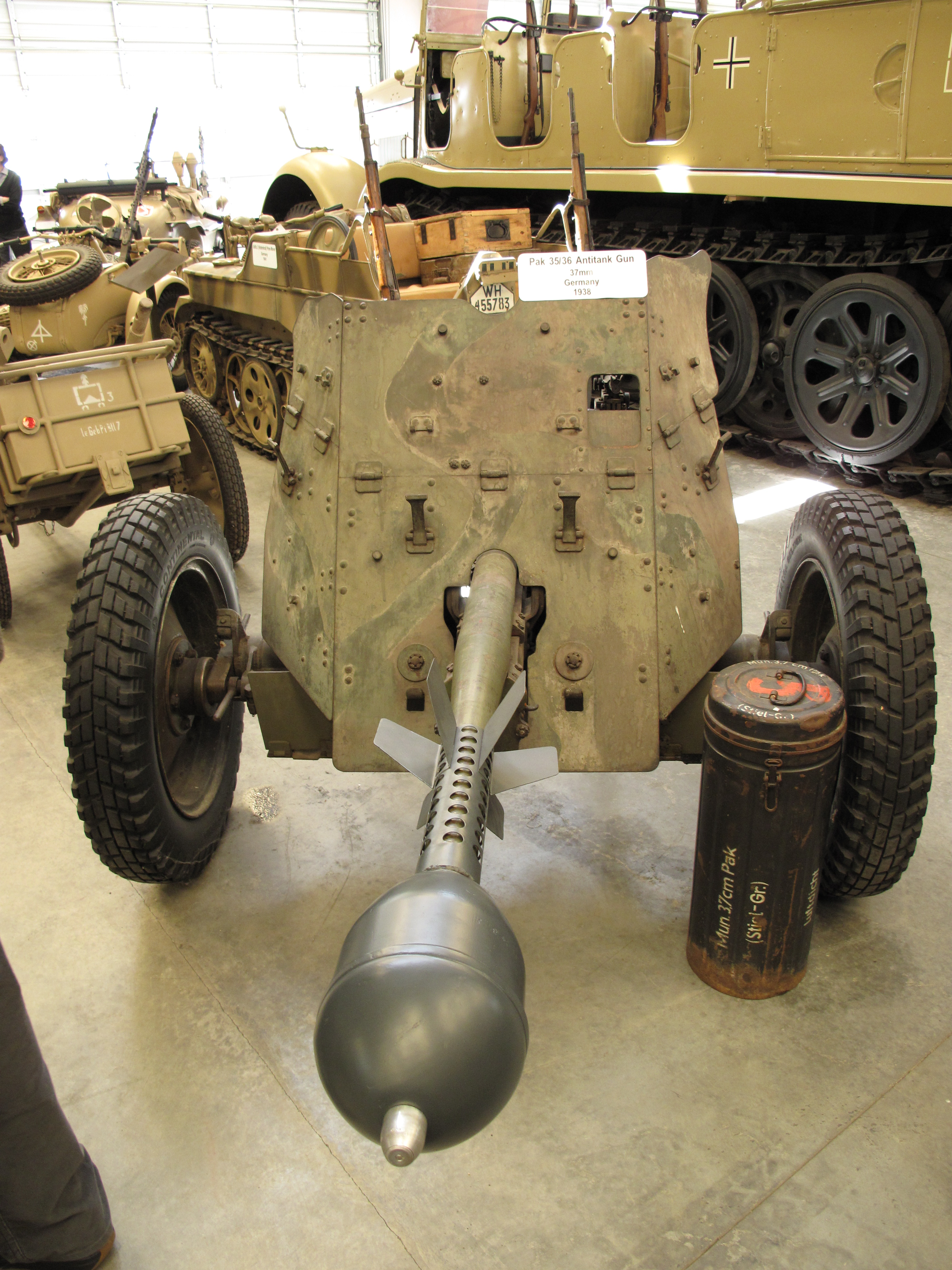
Pak 36 s granátem Stielgranate 41

- Hmotnost střely (pancéřového granátu) 0,69 kg
- Obsluha 5 mužů